# 아리엘 (이스라엘 정착촌)

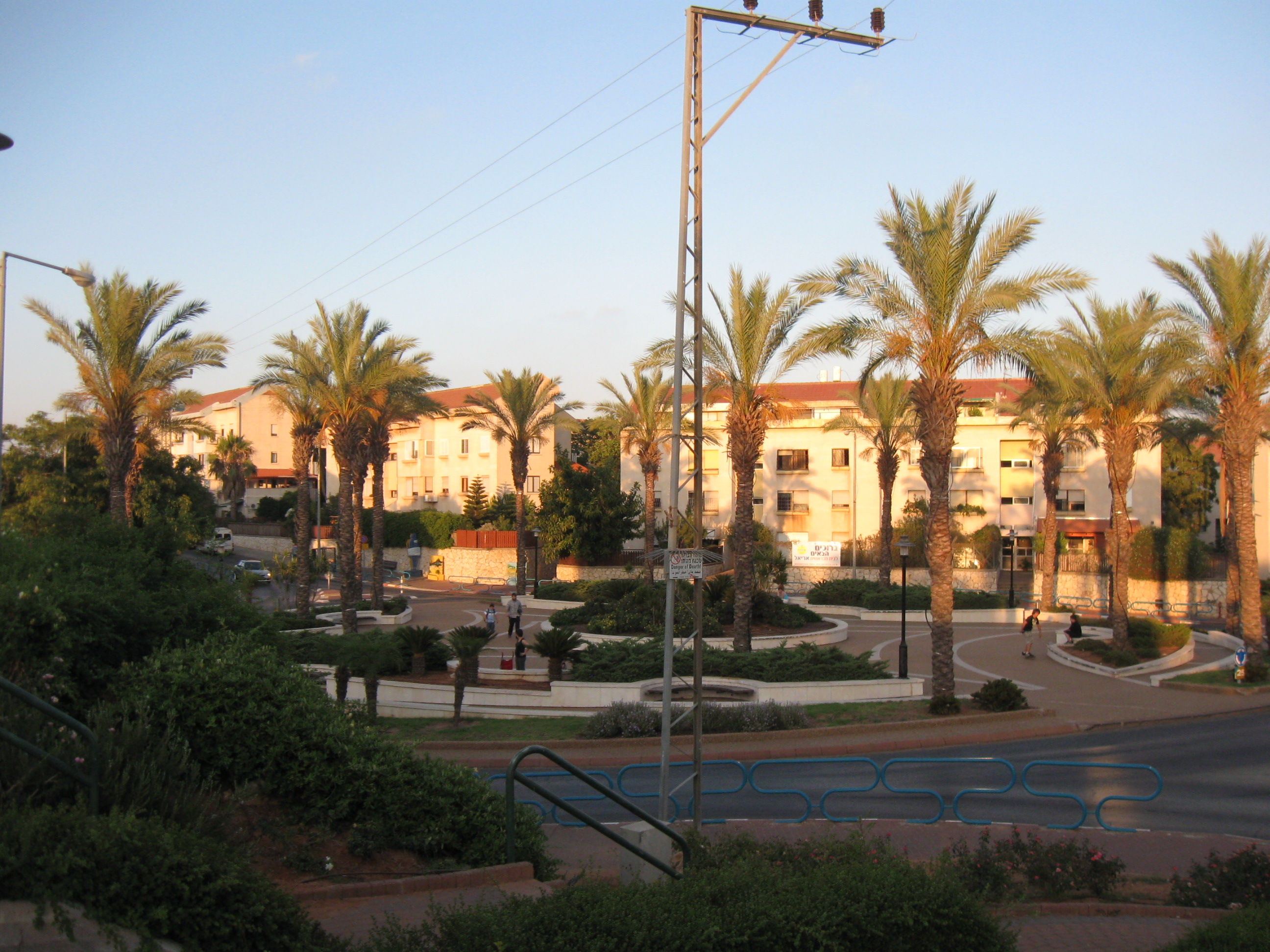
아리엘

아리엘(히브리어: אֲרִיאֵל, 아랍어: اريئيل)은 요르단강 서안 지구 중부에 위치한 이스라엘의 정착촌으로 면적은 14.677km2, 인구는 18,717명(2015년 기준)이다. 정착촌 이름은 히브리어로 "신의 사자"를 뜻한다.
1978년에 설립되었으며 행정 구역상으로는 유대 사마리아 지역에 속하는 이스라엘 정착촌이다. 이스라엘과 요르단강 서안 지구 사이에 설정된 그린 라인에서 동쪽으로 약 20km, 요르단 국경에서 서쪽으로 약 34km 정도 떨어진 곳에 위치한다.

시 문장